# Монро (Луїзіана)
Монро (англ. Monroe) — місто (англ. city) в США, в окрузі Вачіта штату Луїзіана. Населення — 47 702 особи (2020).

## Географія
Монро розташоване за координатами 32°31′10″ пн. ш. 92°4′39″ зх. д. / 32.51944° пн. ш. 92.07750° зх. д. (32.519552, -92.077482).  За даними Бюро перепису населення США в 2010 році місто мало площу 84,06 км², з яких 75,66 км² — суходіл та 8,39 км² — водойми.

### Клімат
| Клімат : Монро          | Клімат : Монро | Клімат : Монро | Клімат : Монро | Клімат : Монро | Клімат : Монро | Клімат : Монро | Клімат : Монро | Клімат : Монро | Клімат : Монро | Клімат : Монро | Клімат : Монро | Клімат : Монро | Клімат : Монро |
| Показник                | Січ.           | Лют.           | Бер.           | Квіт.          | Трав.          | Черв.          | Лип.           | Серп.          | Вер.           | Жовт.          | Лист.          | Груд.          | Рік            |
| Абсолютний максимум, °C | 27,8           | 31,7           | 32,8           | 36,1           | 40,0           | 42,2           | 42,2           | 42,2           | 41,7           | 36,7           | 32,2           | 28,3           | 42,2           |
| Середній максимум, °C   | 14,1           | 16,4           | 20,9           | 25,6           | 29,7           | 33,1           | 34,5           | 34,6           | 31,7           | 26,3           | 20,3           | 15,0           | 25,2           |
| Середній мінімум, °C    | 2,0            | 4,1            | 7,9            | 12,0           | 17,1           | 20,9           | 22,2           | 21,7           | 18,0           | 11,7           | 6,8            | 2,9            | 12,3           |
| Абсолютний мінімум, °C  | −18,3          | −18,9          | −7,8           | 0,0            | 3,9            | 10,6           | 13,3           | 10,6           | 1,7            | −1,7           | −7,2           | −15            | −18,9          |
| Норма опадів, мм        | 127            | 118            | 120            | 114            | 132            | 119            | 91             | 81             | 92             | 121            | 123            | 134            | 1372           |
| Днів з опадами          | 9,9            | 9,4            | 9,2            | 7,7            | 9,4            | 9,1            | 8,4            | 7,4            | 7,1            | 8,2            | 8,5            | 9,8            | 104,1          |
| Днів зі снігом          | 0,3            | 0,4            | 0,1            | 0,0            | 0,0            | 0,0            | 0,0            | 0,0            | 0,0            | 0,0            | 0,0            | 0,2            | 1,0            |
| ----------------------- | -------------- | -------------- | -------------- | -------------- | -------------- | -------------- | -------------- | -------------- | -------------- | -------------- | -------------- | -------------- | -------------- |
| Джерело: NOAA           |                |                |                |                |                |                |                |                |                |                |                |                |                |

## Демографія
Згідно з переписом 2010 року, у місті мешкало 48 815 осіб у 18 445 домогосподарствах у складі 11 252 родин. Густота населення становила 581 особа/км².  Було 20570 помешкань (245/км²).
Расовий склад населення:
| - 63,9 % — чорних або афроамериканців - 33,4 % — білих - 1,1 % — азіатів - 0,2 % — корінних американців - 0,1 % — вихідців з тихоокеанських островів |

До двох чи більше рас належало 1,1 %. Частка іспаномовних становила 1,1 % від усіх жителів.
За віковим діапазоном населення розподілялося таким чином: 27,1 % — особи молодші 18 років, 60,3 % — особи у віці 18—64 років, 12,6 % — особи у віці 65 років та старші. Медіана віку мешканця становила 31,4 року. На 100 осіб жіночої статі у місті припадало 84,7 чоловіків;  на 100 жінок у віці від 18 років та старших — 78,5 чоловіків також старших 18 років.
Середній дохід на одне домашнє господарство  становив 53 854 долари США (медіана — 28 268), а середній дохід на одну сім'ю — 67 141 долар (медіана — 36 547). Медіана доходів становила 41 015 доларів для чоловіків та 26 777 доларів для жінок. За межею бідності перебувало 35,4 % осіб, у тому числі 55,3 % дітей у віці до 18 років та 17,2 % осіб у віці 65 років та старших.
Цивільне працевлаштоване населення становило 18 744 особи. Основні галузі зайнятості: освіта, охорона здоров'я та соціальна допомога — 31,7 %, мистецтво, розваги та відпочинок — 13,3 %, роздрібна торгівля — 12,4 %.